# Hollingworthite
La hollingworthite è un minerale appartenente al gruppo della cobaltite.